# Conus milesi
Conus milesi é uma espécie de gastrópode do gênero Conus, pertencente à família Conidae.